# Chucklefish
Chucklefish Limited est un développeur et éditeur de jeux vidéo britannique basé à Londres. Créé en 2011 par Finn Brice, la société est spécialisée dans le pixel art. Chucklefish est surtout connu pour avoir développé Starbound et Wargroove, ainsi que pour avoir publié Risk of Rain et Stardew Valley.

## Jeux développés
| Année | Titre             | Plateforme(s)                                                 |
| ----- | ----------------- | ------------------------------------------------------------- |
| 2016  | Starbound         | Linux, macOS, Microsoft Windows                               |
| 2019  | Wargroove,        | Microsoft Windows, Nintendo Switch, PlayStation 4, Xbox One   |
| 2023  | Wargroove 2 (en), | Microsoft Windows, Nintendo Switch, Xbox One, Xbox Series X/S |
| TBA   | Witchbrook        | Microsoft Windows                                             |

## Jeux édités
| Année | Title                    | Développeur            | Platforme(s)                                                                                                   |
| ----- | ------------------------ | ---------------------- | --- |
| 2011  | Wanderlust: Rebirth      | Yeti Trunk             | Microsoft Windows                                                                                              |
| 2013  | Risk of Rain             | Hopoo Games            | Linux, macOS, Microsoft Windows, PlayStation Vita, Nintendo Switch                                             |
| 2014  | Halfway                  | Robotality             | Linux, macOS, Microsoft Windows                                                                                |
| 2015  | Interstellaria           | Coldrice Games         | Linux, macOS, Microsoft Windows                                                                                |
| 2015  | Wanderlust Adventures    | Yeti Trunk             | Microsoft Windows                                                                                              |
| 2016  | Stardew Valley           | ConcernedApe           | Linux, macOS, Microsoft Windows, PlayStation 4, PlayStation Vita, Xbox One (2016–2018), Android (2019–présent) |
| 2016  | Pocket Rumble            | Cardboard Robot Games  | Microsoft Windows, Nintendo Switch                                                                             |
| 2018  | Treasure Adventure World | Robit Studios          | Microsoft Windows                                                                                              |
| 2018  | Timespinner              | Lunar Ray Games        | Linux, macOS, Microsoft Windows, PlayStation 4, PlayStation Vita                                               |
| 2019  | Pathway                  | Robotality             | Linux, macOS, Microsoft Windows, Nintendo Switch                                                               |
| 2019  | Inmost (en)              | Hidden Layer Games     | iOS, macOS, Microsoft Windows, Nintendo Switch                                                                 |
| 2021  | Eastward                 | Pixpil                 | macOS, Microsoft Windows, Nintendo Switch                                                                      |
| 2023  | Wildfrost (en)           | Deadpan Games, Gaziter | Android, iOS, Microsoft Windows, Nintendo Switch, Xbox One, Xbox Series X/S                                    |
| 2024  | Loco Motive (en)         | Robust Games           | macOS, Microsoft Windows, Nintendo Switch                                                                      |
| TBA   | Starmancer (en)          | Ominux Games           | Linux, macOS, Microsoft Windows                                                                                |

## Controverse sur les contributions de bénévoles
En 2019, Chucklefish est accusé d'avoir exploité une dizaine de contributeurs volontaires lors du développement de Starbound, enregistrant parfois des centaines d'heures sans aucune rémunération. Beaucoup d'entre eux étaient adolescents à l'époque et déclarent ensuite qu'ils pensent que leur inexpérience a été exploitée par le directeur de l'entreprise, Finn Brice. Dans un communiqué, Chucklefish déclare que les contributeurs n'étaient pas tenus de créer du contenu ou de consacrer un nombre d'heures particulier,.